# Curia Regis
Curia Regis ist ein lateinischer Begriff und bezeichnete den „Königlichen Rat“ oder „Gerichtshof des Königs“ als Verwaltungsbehörden des Königs.

## Heiliges Römisches Reich
Im Heiligen Römischen Reich wurden mit „curia“ die auf Reichs- und Landtagen getrennt beratenden Stände sowie der Hoftag bezeichnet.

## Königreich England
In England war im Mittelalter die Curia Regis eine Versammlung von Kronvasallen und geistlichen Herren des Reiches, die gewöhnlich dreimal jährlich nach einem Einberufungsbefehl am Hof zusammentrat, um den König zu beraten.
Mit der normannischen Eroberung gelangte ab 1066 auch dieses am weitesten entwickelte Feudalsystem des europäischen Kontinents nach England. Aus den direkten Vasallen der Krone, normannischen wie angelsächsischen, wurde eine Curia Regis gebildet. Ihre Aufgabe war Recht zu sprechen und Subsidien für den König zu bewilligen. Sie löste ihren Vorgänger, den angelsächsischen Witenagemot ab, einen Rat mit nur geringen Funktionen, weil zuvor Rechtsfälle nur selten bis zum obersten Gericht gelangten und die königlichen Verwaltungskosten bis dahin aus dem Landbesitz der Krone gedeckt werden konnten.
Wilhelm der Eroberer beschnitt nach der Eroberung die Macht der Earls, die in angelsächsischer Zeit teils sehr ausgedehnte Ländereien besaßen. Er vergab kleine Ländereien an seine wichtigsten militärischen Verbündeten. Wilhelm war zwar ein absolutistischer Herrscher, suchte aber bei der Gesetzgebung stets den Rat der Curia Regis.
Die Earls rangen mit den Klerikern und dem König um Macht. 1215 zwangen sie Johann Ohneland, die Magna Charta zu unterzeichnen. Diese sah vor, dass der König ohne Zustimmung des Rates abgesehen von den Zehnten keine Steuern einziehen oder neu einführen durfte. Es wurde auch festgelegt, dass die Earls, sowie die Erzbischöfe, Bischöfe und Äbte vom König persönlich zur Versammlung, dem Parlément oder Parlament eingeladen werden mussten.
Im Jahr 1265 lud Simon V. de Montfort, der gegen seinen Schwager Heinrich III. rebellierte, seine Anhänger ohne vorherige königliche Zustimmung zu einem Parlament. Neben 120 Kirchenmännern und 23 Earls wurden auch je zwei Ritter aus jeder Grafschaft und je zwei Bürger aus jedem Borough eingeladen – das erste Mal, dass Bürgerliche an einem englischen Parlament teilnahmen.
De Montforts neue Regeln wurden 1295 durch Eduard I. mit dem Model Parliament formell bestätigt. Mit der Zeit entwickelte sich daraus das Englische Parlament.